# Article 49 alinéa 3 de la Constitution de la Cinquième République française
Pour un article plus général, voir Article 49 de la Constitution de la Cinquième République française.
Le troisième alinéa de l'article 49 de la Constitution de la Cinquième République française, communément appelé 49.3 ou 49/3 (« Quarante-neuf - trois »), permet au Gouvernement d'engager sa responsabilité sur un texte de loi et, sauf adoption d'une motion de censure, d'obtenir son adoption par l'Assemblée nationale.
Il s'agit d'un des principaux mécanismes de la Ve République visant à rationaliser le parlementarisme et à assurer la stabilité gouvernementale. Son utilisation a généralement pour but de discipliner la majorité parlementaire sur les textes controversés ou durant les périodes de majorité relative. L’objectif poursuivi par les rédacteurs du texte est d’empêcher les parlementaires de conserver une position de neutralité sur un texte impopulaire que le Gouvernement juge indispensable à son programme.
Pour répondre à l'engagement de la responsabilité du Gouvernement, les députés peuvent déposer une motion de censure. Le vote de la motion ne s'effectue pas à la majorité simple des suffrages exprimés, mais à la majorité absolue des inscrits. L'adoption de la motion de censure par les députés a deux conséquences : le Gouvernement est renversé et le texte sur lequel le Gouvernement a engagé sa responsabilité est rejeté. Ce cas de figure ne s'est produit qu'une seule fois, le 4 décembre 2024, avec le reversement du gouvernement Barnier et le rejet de son projet de loi de finance. 
L'usage du 49.3 est régulier sous la Ve République, une centaine d’engagements de responsabilités sur des textes étant pris depuis 1958, dont vingt-huit par Michel Rocard entre 1988 et 1991. Son utilisation est par la suite limitée par la révision constitutionnelle de 2008. Il ne peut, depuis cette date, être utilisé qu'une fois par session parlementaire sur un texte de loi simple. Son usage est en revanche toujours illimité sur les lois de finance et les lois de financement de la Sécurité sociale.
L'usage du 49.3 par le Gouvernement fait souvent l'objet de polémiques et sa suppression est régulièrement évoquée dans le débat public. Considéré comme un « passage en force » par ses détracteurs, le 49.3 est une disposition historiquement controversée. Il est notamment accusé d'accorder un pouvoir trop fort au pouvoir exécutif et de porter atteinte aux droits du Parlement, l'adoption d'une motion de censure étant dans les faits extrêmement rare puisque seules deux ont réussi depuis 1958. Ses soutiens soulignent néanmoins la grande stabilité institutionnelle et le fait que c'est le Parlement qui conserve le dernier mot.

## Texte

### Rédaction en vigueur
« Le Premier ministre peut, après délibération du Conseil des ministres, engager la responsabilité du Gouvernement devant l'Assemblée nationale sur le vote d'un projet de loi de finances ou de financement de la Sécurité sociale. Dans ce cas, ce projet est considéré comme adopté, sauf si une motion de censure, déposée dans les vingt-quatre heures qui suivent, est votée dans les conditions prévues à l'alinéa précédent. Le Premier ministre peut, en outre, recourir à cette procédure pour un autre projet ou une proposition de loi par session. »

— Article 49 alinéa 3 de la Constitution du 4 octobre 1958, modifié par la loi constitutionnelle du 23 juillet 2008

### Modification par la loi constitutionnelle du 4 août 1995
« Le Premier ministre peut, après délibération du Conseil des ministres, engager la responsabilité du Gouvernement devant l'Assemblée nationale sur le vote d'un texte. Dans ce cas, ce texte est considéré comme adopté, sauf si une motion de censure, déposée dans les vingt-quatre heures qui suivent, est votée dans les conditions prévues à l'alinéa précédent. »

— Article 49 alinéa 3 de la Constitution du 4 octobre 1958, modifié par la loi constitutionnelle du 4 août 1995

### Rédaction initiale
« Le Premier ministre peut, après délibération du conseil des ministres, engager la responsabilité du Gouvernement devant l'Assemblée nationale sur le vote d'un texte. Dans ce cas, ce texte est considéré comme adopté, sauf si une motion de censure, déposée dans les quarante-huit heures qui suivent, est votée dans les conditions prévues à l'alinéa précédent. »

— Article 49 alinéa 3 de la Constitution du 4 octobre 1958, en vigueur de 1958 à 1995

## Histoire constitutionnelle

### Question de confiance sous laIVeRépublique et origines
La question de confiance avait été la cause de la chute de nombreux gouvernements sous la IIIe République[réf. nécessaire]. L'une des raisons était que la question était parfois posée en séance par un ministre, sans l'accord préalable de l'ensemble du Gouvernement et donc de la coalition qu'il représentait. Les autres partenaires de la coalition pouvaient refuser de se voir ainsi forcer la main, et le Gouvernement tombait[réf. nécessaire].
Sous la IVe République, on encadre la procédure de la question de confiance dans la Constitution, à l'article 49. Elle ne peut être déclenchée que par le seul président du Conseil, après délibération du Conseil des ministres. Elle prévoit de plus que le Gouvernement ne sera renversé que si la motion est rejetée par la majorité absolue des membres de l'Assemblée. Cette dernière disposition, qui se veut protectrice du Gouvernement, se révèle en fait dévastatrice. Le règlement de l'Assemblée nationale prévoit en effet de son côté qu'un texte joint à la question de confiance est adopté dans les conditions normales, c'est-à-dire à une majorité simple des voix. Dès lors, il suffit aux députés de veiller, par un grand nombre d'abstentions, à ce que la confiance soit rejetée par une majorité relative, mais pas une majorité absolue. Le texte n'est ainsi pas adopté mais, à cause du grand nombre d'abstentions, le rejet de la motion n'atteint pas la majorité absolue et le Gouvernement n'est pas constitutionnellement renversé. Privé du soutien de l'Assemblée, dont il tient sa légitimité, et empêché de mettre en œuvre son programme, il n'en est pas moins, politiquement sinon juridiquement, acculé à la démission. L'Assemblée évite par ce stratagème, dit de majorité calibrée, le risque d'une dissolution, que la constitution conditionne au renversement formel d'un gouvernement.
Dans la constitution de 1946, cette disposition est de celles qui contribuent le plus à l'instabilité gouvernementale et à l'absence de politique claire dans un contexte particulièrement difficile, marquée jusqu'en 1954 par la guerre d'Indochine et ensuite par celle d'Algérie. Le régime est en crise, et de nombreuses propositions de réformes constitutionnelles vont se succéder.
Les dispositions qui seront plus tard reprises dans l'article 49 alinéa 3 de la Constitution de 1958 sont l'œuvre du secrétaire administratif du groupe MRP de l'Assemblée, Fernand Chaussebourg. Elles font l'objet d'une proposition de loi du député Édouard Moisan, débattue en juillet 1953. Le député communiste Maurice Kriegel-Valrimont s'y oppose avec véhémence au motif qu'il s'agirait d'« une atteinte aux règles élémentaires de la démocratie ». La proposition est repoussée par 517 contre, avec 95 voix pour.
Si un large accord existe sur la nécessité de réformer les institutions, aucun projet ne se concrétise. Le dernier et l'un des plus radicaux est celui du gouvernement de Félix Gaillard, présenté à l'Assemblée nationale le 16 janvier 1958, largement sous l'influence du ministre de la Justice, Robert Lecourt. Il comporte notamment une réécriture complète de l'article 49. La nouveauté principale est qu'il n'y aurait plus de vote sur la motion de confiance, mais uniquement sur une ou des motions de censure éventuellement déposées pour y répondre. Faute d'adoption d'une de ces motions de censure, le texte du Gouvernement est adopté. Le projet Gaillard s'inspire de plus de la motion de censure constructive à l'allemande, en imposant que la motion de censure contienne un contre-projet et « suggère » le nom d'un nouveau président du Conseil. Il veut ainsi éviter qu'un gouvernement soit renversé par une opposition divisée et incapable de s'accorder sur une autre politique. L'Assemblée nationale en adopte en première lecture une version affaiblie. Là où le projet Gaillard prévoyait que les députés voteraient simplement sur la censure, ils doivent maintenant choisir, sans possibilité d'abstention, entre confiance et censure. La version de l'Assemblée oblige donc ceux qui ne souhaitent pas renverser le Gouvernement à voter son texte, même s'ils le désapprouvent ou ne souhaitent pas l'assumer. Le projet initial leur permettait de rester passif, simplement en ne votant pas la censure. De graves revers diplomatiques liés à la situation en Algérie entraînent la chute du Gouvernement Gaillard le 15 avril avant que la Constitution ait pu être réformée. Après une longue crise ministérielle et un bref intermède de Pierre Pflimlin à la présidence du Conseil, de Gaulle est investi le 1er juin, et son Gouvernement est habilité à rédiger une nouvelle constitution.

### Adoption en 1958

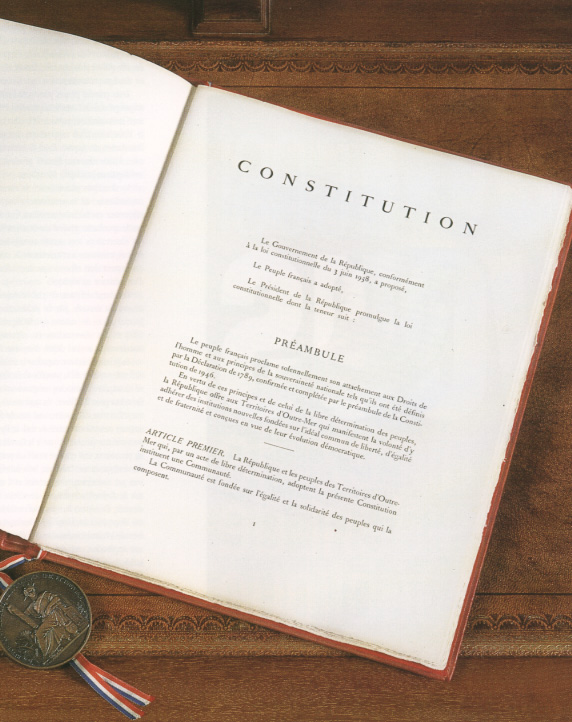
Texte de la Constitution française de 1958 avec son sceau.

Au comité interministériel, qui pour l'essentiel rédige la nouvelle Constitution, ce sont Pierre Pflimlin et Guy Mollet, ministres d'État, qui poussent pour la reprise du projet Gaillard, en particulier l'adoption sans vote des projets sur lesquels le Gouvernement engage sa responsabilité, seule une motion de censure pouvant s'y opposer.
Charles de Gaulle n'attachait qu'une importance limitée à la question. Concernant les rapports avec le Parlement, il tenait avant tout à la dissolution et au référendum, et souhaitait pour sa part que le président de la République puisse soumettre à référendum tout projet de loi rejeté par le parlement. Ce souhait est difficilement acceptable pour les ministres d'État, attachés à un gouvernement strictement représentatif et pour lesquels le référendum rappelle surtout les plébiscites des Bonaparte ; ils ne veulent pas voir l'appel au peuple utilisé pour abaisser le parlement et s'affranchir de son contrôle.[réf. nécessaire] Le recours au référendum sera donc au final très limité dans l'article 11.
Michel Debré défend un système complexe, fondé d'une part sur des engagements de responsabilité (au sens de l'alinéa 1) fréquents et obligatoires, d'autre part sur la distinction entre un domaine de compétence exclusive du Parlement et un autre où le Gouvernement pourra prendre des mesures par décret (distinction plus souple que celle qu'établissent les articles 34 et 37). Moyennant ces conditions, il pensait que le domaine exclusif du Parlement ne contenait pas de sujet sur lequel un projet aurait pu être urgent et qu'il n'y avait donc pas lieu d'avoir une procédure si brutale.
Pflimlin et son parti, le Mouvement républicain populaire, imposent leur solution : au comité consultatif de la Constitution, instance composée majoritairement de parlementaires et qui examine le projet du Gouvernement, Pierre-Henri Teitgen subordonne le vote du parti au référendum à l'adoption de l'article,. Cela se fait en dépit de l'opposition de Paul Reynaud, ardent défenseur des prérogatives du Parlement et qui préside le comité consultatif et de celle de Michel Debré, qui juge la disposition peu convenable,. De Gaulle, très soucieux de voir la Constitution largement adoptée et qui voit de plus que ses idées sur le référendum ne pourront être acceptées, se rallie à l'article.
Disparaissent par contre les éléments du projet Gaillard qui feraient procéder le Gouvernement du Parlement, à savoir la désignation du successeur par une motion de censure constructive et la référence à l'investiture : le projet Gaillard justifiait l'adoption du texte en faisant constater, faute de censure, que la confiance accordée à l'investiture n'a pas été retirée. De Gaulle ne veut pas d'un gouvernement nommé ou investi par le Parlement[réf. souhaitée].

### Encadrement dans la révision constitutionnelle de 2008
La révision constitutionnelle du 23 juillet 2008 a limité l'usage du 49.3, qui pouvait auparavant être utilisé sans limite sur tout type de projet ou de proposition de loi. L'objectif de la commission Balladur, à l'origine de la révision, était d'éviter l'usage abusif d'une procédure perçue comme autoritaire et attentatoire aux droits de l'Assemblée nationale. La suppression pure et simple du 49.3 avait été proposée mais écartée par peur qu'un gouvernement soit empêché de gouverner en cas de majorité relative.
La nouvelle rédaction dispose que, sur un texte de loi ordinaire, le 49.3 ne peut plus être utilisé qu'une fois par session parlementaire, ce qui contraint le Gouvernement à un usage plus parcimonieux. Ce dernier a toutefois le droit d'engager sa confiance à chaque lecture de la loi devant l'Assemblée nationale, tant qu'il s'agit du même texte. Deux exceptions subsistent à cette limitation : les lois de finance et les lois de financement de la Sécurité sociale, pour lesquelles le 49.3 peut être utilisé autant de fois que nécessaire. Cela s'explique par une volonté d'éviter une mise à l'arrêt du pays en cas de blocage sur le budget de l'État, comme cela peut se produire, par exemple, aux États-Unis (situation dite de « shutdown »).
Pour Laurèn Audouy, l'impact de la révision de 2008 sur l'usage du 49.3 a en réalité été assez faible. Le législateur n'a pas restreint les cas dans lesquels son usage est possible et s'est contenté d'en limiter l'usage dans le temps. La limite d'un seul texte par session parlementaire n'est par ailleurs pas très contraignante puisqu'elle n'a fait que constitutionnaliser ce qui existait déjà dans la pratique.

## Procédure
La mise en œuvre de l'article se fait en trois temps. D'abord, la délibération du Conseil des ministres, dans les mêmes conditions que pour l'alinéa premier. Ensuite l'engagement de responsabilité proprement dit, par le Premier ministre, en séance à l'Assemblée nationale. Éventuellement, le dépôt d'une motion de censure, à peine facilité par rapport à l'alinéa deux, et son vote. Faute du dépôt et de l'adoption de cette motion, le texte est réputé adopté par l'Assemblée.
La délibération en Conseil des ministres se fait dans les mêmes conditions que pour l'alinéa premier, et on peut discuter de même la distinction entre simple délibération et autorisation (voir supra). Si, hors période de cohabitation, le président de la République, chef réel de l'exécutif, peut avoir informellement une grande part dans la décision de recourir au 49 alinéa 3, il ne s'y est jamais opposé en période de cohabitation, ce qu'il ne pourrait faire qu'en refusant que la délibération soit inscrite à l'ordre du jour du Conseil des ministres. L'usage du 49 alinéa 3 est une prérogative strictement gouvernementale. Notamment, juste après son refus de signer des ordonnances en 1986, refus dont la constitutionnalité a été vivement discutée[Par qui ?], François Mitterrand a laissé le Conseil des ministres autoriser Jacques Chirac à engager la responsabilité du Gouvernement sur un projet de loi reprenant les mêmes dispositions.
Après la délibération du Conseil, le Premier ministre est libre, en séance à l'Assemblée nationale, d'engager la responsabilité du Gouvernement au moment qu'il juge opportun, et seulement s'il le juge opportun. Il doit le faire en personne. Il peut le faire dès la présentation du texte, écartant tout débat. Plus fréquemment, il laisse le débat s'engager et éventuellement le texte être amendé. Le règlement de l'Assemblée nationale permet au Gouvernement de demander la réserve d'un amendement, c’est-à-dire d'en repousser la discussion à plus tard (article 95). Si l'engagement de responsabilité a lieu entre-temps, cette discussion n'a pas lieu. Le Gouvernement peut ainsi écarter les amendements qu'il ne souhaite pas, mais qui pourraient avoir la faveur de l'Assemblée et aussi ceux qui sont déposés dans un but dilatoire. Lorsque la responsabilité est effectivement engagée, il n'est pas possible de revenir sur les dispositions adoptées auparavant. Le texte sur lequel l'engagement a lieu peut par contre reprendre des dispositions repoussées. Il peut aussi contenir des amendements par rapport au projet initial, qu'il s'agisse d'amendements du Gouvernement ou d'amendements d'origine parlementaire que le Gouvernement choisit de retenir. L'engagement de responsabilité peut aussi ne porter que sur une partie du texte, auquel cas la discussion se poursuit normalement sur les articles restants.
Une fois la responsabilité engagée sur un texte, le débat à son sujet est définitivement clos. Un délai de vingt-quatre heures est ouvert pour le dépôt d'une motion de censure. Cette dernière doit être signée par au moins 10 % des députés de l'Assemblée qui a alors 48 heures pour se prononcer. Seuls sont recensés les votes favorables. Si cette mention est votée alors le Gouvernement démissionne ; si elle est rejetée alors le texte est adopté en première lecture,. L'unique différence entre cette motion de censure dite « provoquée » et la motion de censure « spontanée » de l'alinéa 2 est que cette motion provoquée n'est pas prise en compte dans la limite fixée au nombre de motions qu'un député peut signer au cours d'une session. Les autres dispositions de l'alinéa 2, signature par un dixième des membres de l'Assemblée, délai avant le vote et adoption à la majorité absolue des membres de l'Assemblée s'appliquent.
Le plus souvent, une motion de censure est déposée en réponse à l'usage de l'article 49 alinéa 3 par le gouvernement. Son adoption entraîne le rejet du texte et la démission du Gouvernement. Avec la Crise politique française de 2024 c'est la première fois qu'une motion de censure déposé sur le fondement de l'article 49 alinéa 3 de la Constitution est adoptée, provoquant la chute du gouvernement de Michel Barnier. En 1962, le gouvernement Georges Pompidou sous la présidence de Charles de Gaulle avait été censuré sur le fondement de l'article 49 alinéa 2 en réponse à la volonté du président de procéder à une révision constitutionnelle pour instaurer l'élection du président de la République au suffrage universel direct.
L’article 49 alinéa 3 s’est donc montré d'une grande efficacité pour les gouvernements. Il ne s'agit cependant que de faire adopter le texte par l'Assemblée, pas par le parlement dans son ensemble. La navette entre les deux assemblées prévue par l'article 45 a lieu normalement. Il est arrivé fréquemment[Quand ?] que le Gouvernement engage plusieurs fois sa responsabilité sur le même texte, d'abord en première lecture, puis sur le texte de la commission mixte paritaire qui tente de concilier les versions adoptées par l'Assemblée et par le Sénat, enfin lors de la dernière lecture qui permet à l'Assemblée — il s'agit ici plutôt du Gouvernement — de passer outre à l'opposition éventuelle du Sénat. Le nombre d'engagements peut être encore plus élevé pour un projet de loi de finance dont la première partie consacrée aux recettes et à l'équilibre général doit être adoptée avant la discussion du détail des crédits, ce qui peut donner lieu, pour une seule lecture, à deux engagements de responsabilité. L'article 49 alinéa 3 a ainsi été utilisé cinq fois en tout pour faire adopter le budget de 1990.

## Pratique
Le 49 alinéa 3 a été conçu alors que le Parlement avait le plus souvent été partagé entre des partis nombreux et de surcroît peu disciplinés. L’usage du 49.3 a été variable depuis 1958. Il est d'abord peu fréquent au début de la Ve République puis tend à être plus largement utilisé par certains gouvernements qui ne disposaient à l’Assemblée nationale que d’une majorité très étroite. C'est notamment le cas sous Raymond Barre, de 1976 à 1981, lorsque le RPR soutient le Gouvernement de manière variable. Il se révèle aussi utile pour le parti présidentiel lorsqu'il ne dispose que d'une majorité relative, ce qui est le cas de Michel Rocard, Édith Cresson et Pierre Bérégovoy pour la IXe législature, ainsi que pour Élisabeth Borne avec la XVIe législature. Manuel Valls a utilisé le 49.3 contre les frondeurs du Parti Socialiste, afin de ne pas prendre le risque que les textes soient rejetés, bien que son Gouvernement dispose théoriquement de la majorité. Après la révision constitutionnelle du 23 juillet 2008 son rôle d'arme ultime contre l'obstruction décline naturellement. C'est cependant le choix qui est fait par Édouard Phillippe en 2019 lors du débat sur la réforme des retraites, face à l'immense nombre d'amendements déposé par la France Insoumise.
Depuis 1958, l'usage du 49.3 n'a échoué qu'une fois pour le Gouvernement, le 4 décembre 2024 avec la censure du gouvernement de Michel Barnier en réaction à son usage sur le projet de loi de finances. La disposition est d'autant plus efficace que les députés, dont la majorité est habituellement du même bord que l'exécutif, ne votera pas la destitution du Gouvernement même s'ils s'opposent à la loi mise en cause par crainte d'une dissolution et donc d'une remise en cause de leur mandat. Le 49.3 met ainsi une majorité indocile face à un dilemme entre le soutien inconditionnel au texte du Gouvernement et une motion de censure, qui sous-entend généralement une dissolution. Le succès du 49.3 est d'autant plus probable que la motion de censure sous la Cinquième République est très encadrée, nécessitant une majorité absolue des députés.
Diverses raisons peuvent conduire à son emploi :
- utilisation de confort pour accélérer un débat qui se prolonge trop, par rapport aux obligations du calendrier gouvernemental ou lorsque l'opposition tente de bloquer le processus de débat en multipliant à l'infini les propositions d'amendement, alors que le Gouvernement dispose d'une majorité réelle et sans surprise possible. Le gouvernement intègre les amendements de son choix et lance la procédure du 49 alinéa 3. Le gouvernement Dominique de Villepin a démontré que le 49 alinéa 3 peut permettre ce résultat par la seule menace de son utilisation : l'opposition souhaitant contrer le projet de loi relative au secteur de l'énergie, elle déposa plus de 130 000 amendements. En réponse, le Gouvernement annonça qu'il utiliserait le 49 alinéa 3. Finalement le groupe socialiste accepta de limiter son obstruction en échange d'une non-utilisation du 49 alinéa 3[18] ;
- utilisation pour passer outre à la fronde d'une partie récalcitrante de sa majorité. Cela permet de mesurer réellement la fronde et de la mettre au pied du mur en l'obligeant à prendre ses responsabilités et à s'allier le cas échéant à l'opposition. Raymond Barre utilisa cette procédure par 8 fois (1976-1981) pour lutter contre le harcèlement permanent des députés RPR de Jacques Chirac, qui finalement n'étaient pas prêts à voter avec ceux de François Mitterrand. Manuel Valls reproduisit la même démarche face aux frondeurs socialistes ;
- utilisation pour passer outre aux contraintes d'une majorité relative. Michel Rocard utilisa 28 fois la procédure de 49 alinéa 3 pour faire passer ses textes, alors qu'il était constamment écartelé politiquement entre les communistes, l'Union du Centre et l'hostilité d'une partie des députés mitterrandistes. Édith Cresson et Pierre Bérégovoy, qui lui succédèrent dans cette même configuration, l'utilisèrent aussi respectivement huit et trois fois. Cette situation de majorité relative n'eut plus lieu pendant une trentaine d'années, jusqu'à l'arrivée à Matignon d'Élisabeth Borne, qui utilisa 23 fois la procédure en vingt mois.

La Constitution prévoit d’autres moyens pour accélérer le débat parlementaire, comme l’article 38 pour légiférer par ordonnance (qui peut être utilisé en même temps que le 49.3 comme cela a été fait en 1996), ou le « 44.3 » ou « vote bloqué », qui permet un seul vote sur tout ou partie du texte en discussion en ne retenant que les amendements proposés ou acceptés par le Gouvernement.
La barre des 100 utilisations totales sous la Ve République de la procédure de l’article 49 alinéa 3 a été franchie en 2023 sous le Gouvernement d'Élisabeth Borne.

## Controverse

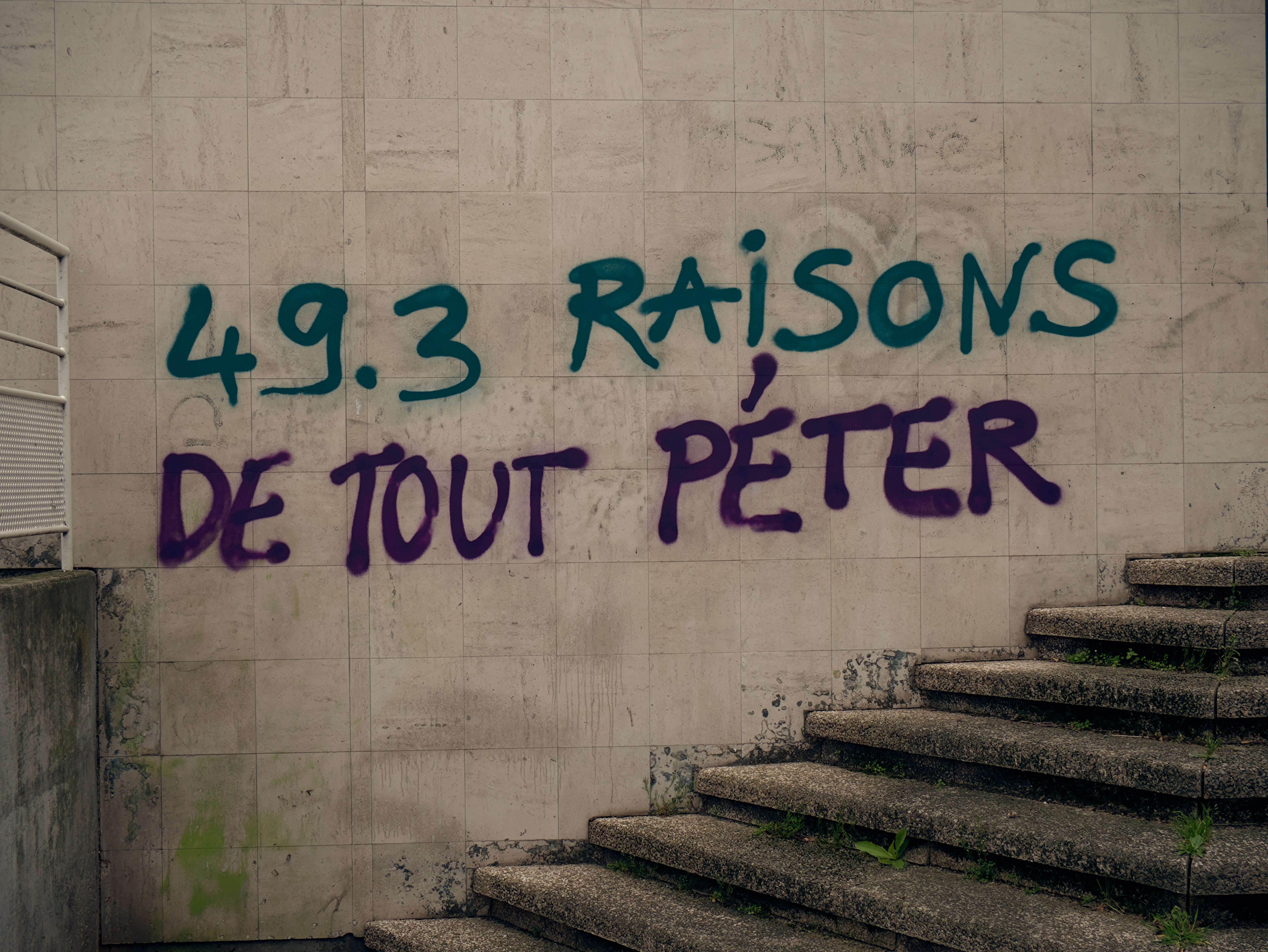
Graffiti à Saint-Étienne dans le cadre du mouvement social contre la réforme des retraites en France de 2023.

Le 49.3 est l'un des mécanismes controversés de la Cinquième République. Il est ainsi perçu par ses détracteurs comme un outil à l'encontre du Parlement qui donne trop de poids au pouvoir exécutif. 
Cependant, c'est l’Assemblée nationale qui a toujours le dernier mot.
Elle peut s'opposer au projet de Loi à l'origine de la mise en œuvre du 49.3 par le vote d'une motion de censure.
Si la motion de censure est votée par l'Assemblée nationale, cela a deux conséquences :
- Le projet de Loi est rejeté
- Le gouvernement doit remettre sa démission.

Les constitutionnalistes rappellent l’utilité de l'article 49.3 pour éviter la paralysie des institutions.
L'usage du 49.3 est presque systématiquement dénoncé par les oppositions. Ainsi, François Hollande dénonça le 49.3 comme un « déni de démocratie » en 2006 sous la présidence de Jacques Chirac, même s'il l'utilisera ensuite à plusieurs reprises une fois parvenu à l'Élysée.
La critique du 49.3 émerge de nouveau dans l'opinion à la suite de son usage par Manuel Valls sur les lois Macron en 2014 et El-Khomri en 2016. Lors de la primaire du PS en vue de l'élection présidentielle de 2017, Benoît Hamon tout comme Manuel Valls lui-même, proposeront dans leur programme d'abroger le 49.3 en raison de son impopularité. Le 17 janvier 2017, Valls est giflé à Lamballe par un jeune homme lui reprochant l'usage du 49.3.
Le Gouvernement d'Élisabeth Borne est vivement critiqué par l'opposition pour son usage répété du 49.3, lié à la situation de majorité relative à l'Assemblée nationale. Entre juin 2022 et mars 2023, Borne devient ainsi le chef de Gouvernement à l'avoir utilisé le plus fréquemment par rapport à sa durée en poste. Le 9 mars, le groupe Europe Écologie Les Verts dépose une proposition de loi constitutionnelle visant à abroger le 49.3. Le 16 mars 2023, Élisabeth Borne utilise le 49.3 sur le projet de réforme du système de retraite, déclenchant les huées de l'opposition. Selon un sondage de l'Ifop, 78 % des Français étaient opposés au déclenchement du 49.3 sur ce texte. Cette décision, dans un contexte social tendu, déclenche des manifestations spontanées dans toute la France et notamment sur la place de la Concorde.

## Dans la culture
Le groupe de musique parodique Les Goguettes en trio, mais à quatre a écrit une reprise de la chanson Ça plane pour Moi baptisée 49.3 et se moquant de l'usage de l'article par Élisabeth Borne.
En 2023, l'artiste de rue MifaMosa installe une mosaïque faisant référence à l'article 49.3 à côté de la plaque de la rue de la Loi à Limoges.